# 丁比站
丁比站（英語：Tempe Station）是雪梨城市鐵路的東郊及伊拉瓦拉線的一個沿線車站，它服務悉尼的的一個地區—丁比。它位於先鄧咸站和渦拉溪站和中間，更與渦拉溪站有一河之隔（即是谷治河（Cooks river））。

## 車站結構
該站設有1個島式月台在中心，另2個側式月台在旁，所有的月台都仍保留著原本的建築物。在車站北面設有一這行人天橋連接各個月台，但隨著東山線的列車不再停下此站，1和2號月台就不會再使用。此站是沒有升降機及斜道等傷殘人士設施的。。

## 歷史
此站隨著伊拉瓦拉線在1884年伸延到好市圍站而建成。

## 月台服務
大部份時間每小時會在2班列車，星期一至五的繁忙時間會加設班次。在機場線開幕前，這裏是東山線和伊拉瓦拉線分開的最後一個車站；但現時大部份的東山及機場線列車都只會途經機場，而途經先鄧咸站的列車亦不會再停此站。
1號月台
- 暫停使用 － 前東山及機場線月台，現只有列車駛過而不會停站

2號月台
- 暫停使用 － 前東山及機場線月台，現只有列車駛過而不會停站

3號月台
- 東郊及伊拉瓦拉線 — 往邦迪聯運。

4號月台
- 東郊及伊拉瓦拉線 — 往瀑布。

### 傷殘人士設施
該站不設升降機等傷殘人士設施。車站在開放時間會在職員當值。

## 外部連結
1. ↑  Bureau of Transport Statistics.  (PDF). Transport NSW.   [13 July 2018]. （原始内容存档 (PDF)于2018-06-10）.
2. 1 2  . City Rail.   [2009-04-18]. （原始内容存档于2010-11-25）.
3. ↑  . NSWrail.net.   [2009-04-18]. （原始内容存档于2015-11-06）.

| 往都會區 | 往都會區 | 路線             | 往外城 | 往外城 |
| 先鄧咸   | ←        | 東郊及伊拉瓦拉線 | →      | 渦拉溪 |